# Сазеш-ду-Лорван
Сазеш-ду-Лорван (порт. Sazes do Lorvão)  —  район (фрегезия) в Португалии,  входит в округ Коимбра. Является составной частью муниципалитета  Пенакова. Находится в составе крупной городской агломерации Большая Коимбра. По старому административному делению входил в провинцию Бейра-Литорал. Входит в экономико-статистический  субрегион Байшу-Мондегу, который входит в Центральный регион. Население составляет 814 человека на 2001 год. Занимает площадь 17,83 км².
Покровителем района считается Андрей Первозванный (порт. Santo André). 